# Mussaenda kwangtungensis
Mussaenda kwangtungensis là một loài thực vật có hoa trong họ Thiến thảo. Loài này được H.L.Li mô tả khoa học đầu tiên năm 1944.